# Geodena flaviventer
Geodena flaviventer là một loài bướm đêm trong họ Geometridae.